# Gnawi
Mohamed Mounir (Salé, Marroc, 28 d'octubre de 1988), més conegut amb els noms artístics de Gnawi, L'Gnawi o Simo Gnawi, és un raper marroquí. Va ser arrestat l'1 de novembre de 2019 i acusat d'«ofendre» oficials públics a partir d'un videoclip en què suposadament insultava la policia marroquina.

## Trajectòria
Mohamed Mounir va néixer a la ciutat costanera de Salé, al nord-oest del Marroc. El 2008, va començar a rapejar amb el grup Larmy Sla. El nom de la banda va ser inspirat pel període que Mounir va haver de fer el servei militar.
Més endavant, Mounir va decidir continuar la seva carrera musical en solitari presentant diversos senzills. El 29 d'octubre de 2019 va llançar, juntament amb Yahya Semlali (Lz3er) i Youssef Mahyout (Weld L'Griya), la cançó «3acha cha3b» que va aconseguir 16 milions de visualitzacions ja el primer mes. La cançó critica les autoritats marroquines i fa indirectament una referència despectiva al rei Mohammed VI.

### Arrest
Dos dies després del llançament de «3acha cha3b», Gnawi va ser arrestat i sentenciat a un any de presó per «insultar la policia». El cos policial, però, declarà que els càrrecs no tenen relació amb la cançó, atès que els altres dos rapers implicats no foren arrestats: «Aquest judici no té res ha veure amb llibertat d'expressió. Això és un assumpte de codi penal», afirmà el fiscal Abdelfattah Yatribi davant del tribunal.
No obstant això, l'organització Amnistia Internacional considerà que «el veredicte és vergonyós i no hi ha cap justificació per a empresonar Gnawi durant un any simplement perquè va exercir el seu dret a la llibertat d'expressió. No és delicte expressar crítiques pacífiques contra la policia o les autoritats. El dret internacional protegeix el dret a la llibertat d’expressió, fins i tot quan les opinions compartides són impactants o ofensives. Aquest veredicte adverteix que les autoritats marroquines no dubtaran a frenar les persones que expressen lliurement la seva opinió i assenyala que aquells que s'atreveixin a criticar obertament les autoritats seran castigats».

## Discografia
- "Chti Dib" – Did you see the wolf? (2017)
- "Ta7arouch" – Harassement (2018)
- "3acha cha3b" – Long Live the People (amb Lz3er i Weld L'Griya, 2019)